# روبرت ويليام بريسكوت
روبرت ويليام بريسكوت (بالإنجليزية: Robert William Prescott)‏ هو شخصية أعمال وطيار أمريكي، ولد في 5 مايو 1913 في فورت وورث في الولايات المتحدة، وتوفي في 3 مارس 1978 في بالم سبرينغس في الولايات المتحدة.